# René de Obaldia
Pour les articles homonymes, voir Obaldia.
René de Obaldia, né le 22 octobre 1918 à Hong Kong et mort le 27 janvier 2022 à Paris, est un dramaturge, romancier et poète français.
Souvent qualifié d'« inventeur du langage », René de Obaldia écrit des textes qui sont presque tous empreints d'humour fantastique, de fantaisie et d'imagination. Il est membre de l'Académie française de 1999 à sa mort.

## Biographie

### Jeunesse
René de Obaldia naît le 22 octobre 1918 à Hong Kong (au couvent Saint-Paul), où son père, José Clemente de Obaldía, est consul du Panama. À sa naissance, on ne lui donne que quelques heures à vivre.
Il est l'arrière-petit-fils de José Domingo de Obaldía, deuxième président de la République du Panamá, et le fils du diplomate panaméen José Clémente de Obaldía (qui deviendra ministre de l'Intérieur - René de Obaldia apprend cette nouvelle par la presse, son père ayant disparu alors que la famille était en Chine). Sa mère est d'origine picarde, Madeleine Peuvrel, cousine de Michèle Morgan.
Madeleine Peuvrel, mère de René de Obaldia, revient ensuite en France avec ses trois enfants. Elle confie le garçon en nourrice à des ouvriers, sa grand-mère Honorine l'élevant, alors qu'elle s'inscrit aux cours Pigier.
Obaldia grandit à Amiens (lycée Louis-Thuillier) et Paris (lycée Condorcet) avant d'être mobilisé en 1940. Fait prisonnier, il est envoyé au stalag VIII C (Sagan). Il est affecté à la briqueterie de Kransdyhernfurt[réf. nécessaire] le 26 juin 1940, puis à un commando à Auras-sur-Oder, le 6 octobre 1940, pour un nettoyage de forêt. Il passe finalement quatre ans au stalag.

### Carrière

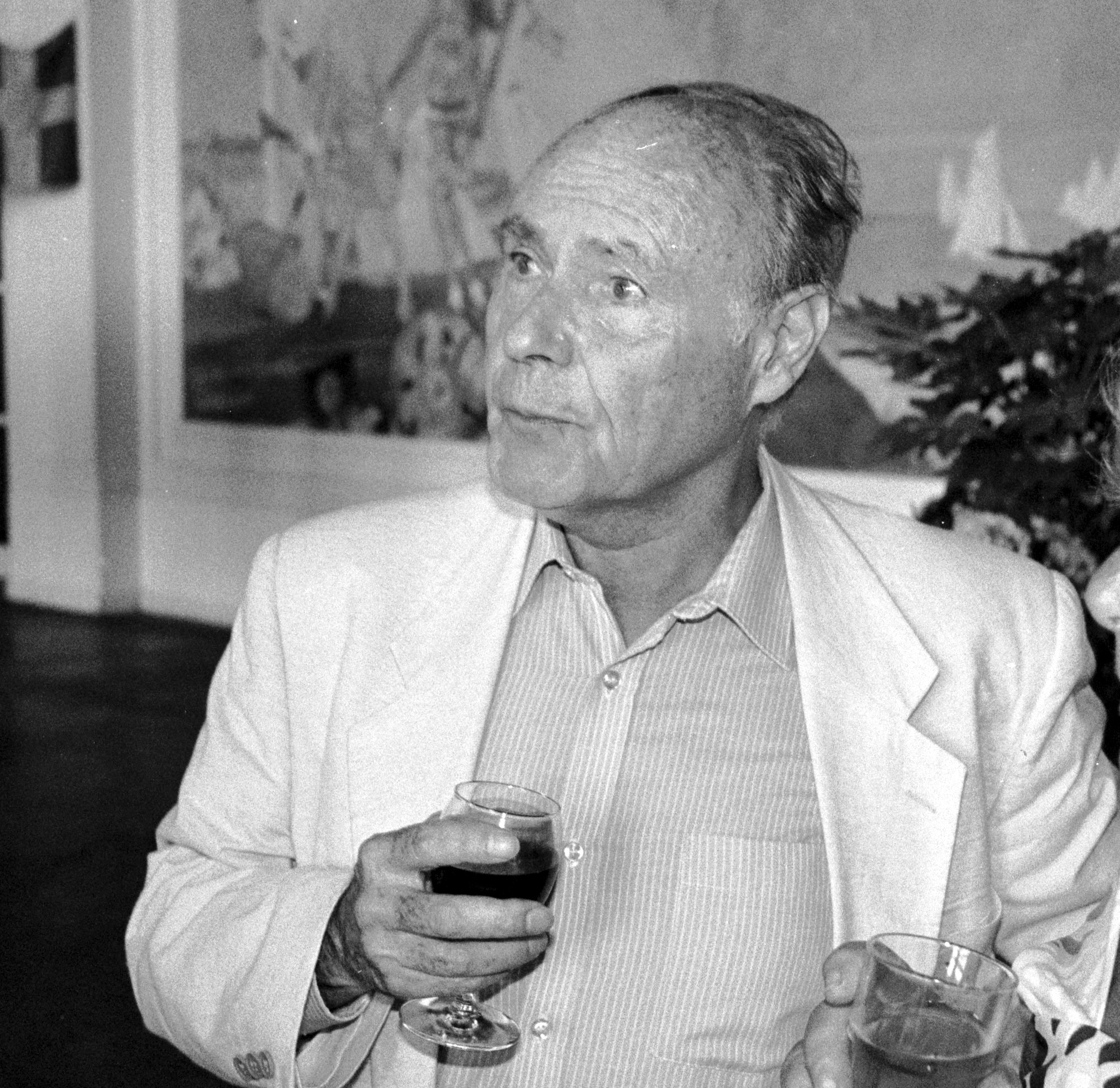
René de Obaldia.

Ami de Clara Malraux, d'Alain Robbe-Grillet, de Roland Barthes et de Jean-Michel Atlan, René de Obaldia commence sa carrière de dramaturge en 1961, grâce à Jean Vilar qui donne au Théâtre national populaire sa première grande pièce, Génousie, puis avec André Barsacq qui crée au théâtre de l'Atelier Le Satyre de la Villette. Cette comédie le hisse au niveau de ses aînés, Jacques Audiberti, Ionesco, Beckett. Il est, depuis quelque cinquante ans, l’un des auteurs de théâtre français les plus joués au monde, et l’un des plus internationaux (traduit en 28 langues).
En février 1978, il fait partie des membres fondateurs du Comité des intellectuels pour l'Europe des libertés.
Il est aussi le parolier de Luis Mariano et le partenaire de Louis Jouvet au cinéma (dans Une histoire d'amour en 1951).

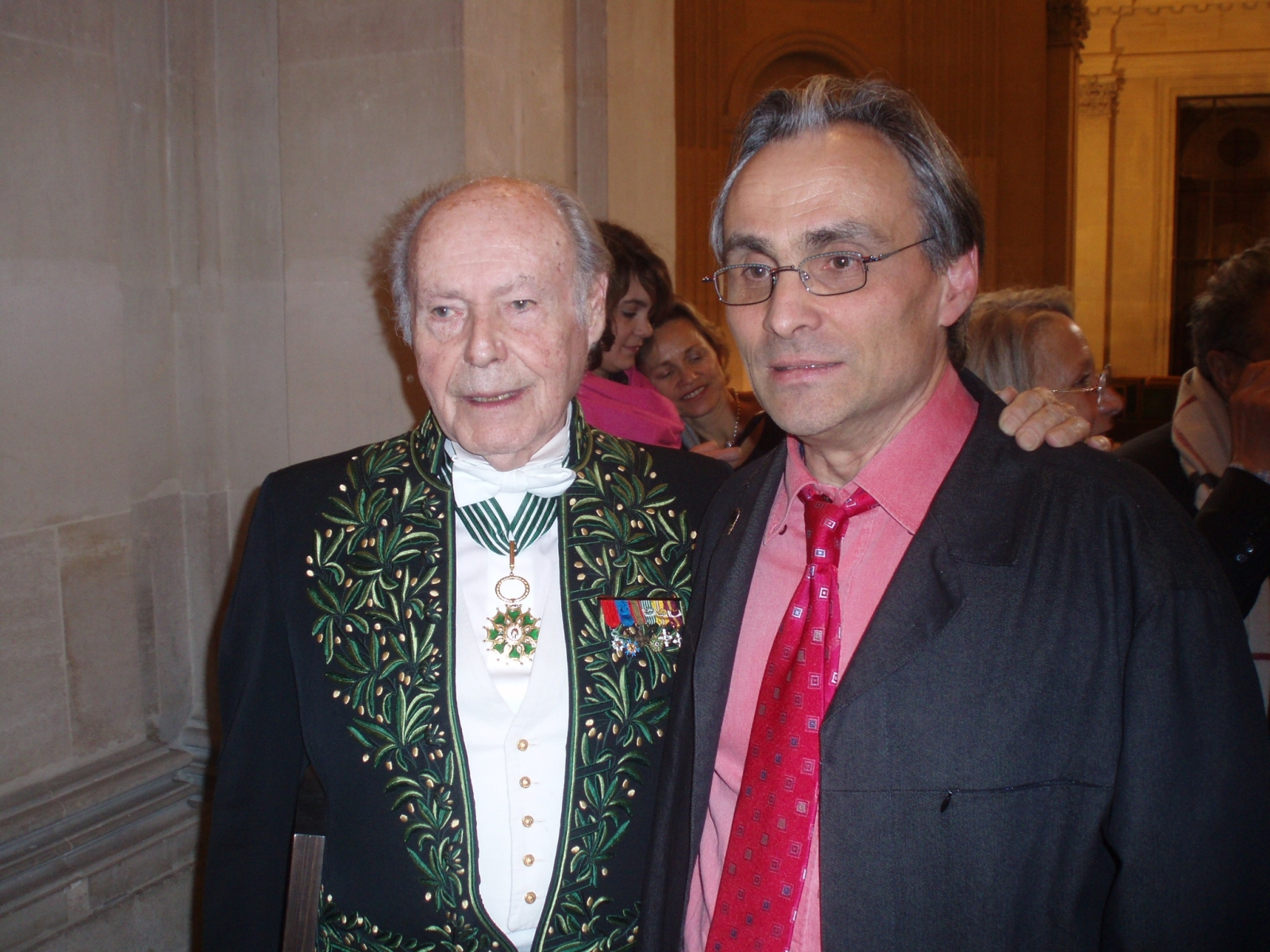
René de Obaldia en costume d'académicien et Pascal Rannou en 2007.

Élu à l'Académie française le 24 juin 1999 au fauteuil 22, succédant à Julien Green, il en devient le doyen d'âge après la mort, le 7 mars 2012, de Félicien Marceau, jusqu'à  sa mort en 2022. Il y avait été reçu le 15 juin 2000 par Bertrand Poirot-Delpech. Le 22 octobre 2018, il fut le deuxième académicien à atteindre l'âge de cent ans, après Claude Lévi-Strauss (Fontenelle étant mort à 99 ans et 11 mois), puis, le 23 septembre 2019, le plus vieil académicien depuis le début de l'institution, dépassant Lévi-Strauss,, et le premier à fêter ses cent-un, puis cent-deux, puis cent-trois ans.
En 2008, il est lauréat du grand prix de poésie Pierrette-Micheloud pour l'ensemble de son œuvre.

### Vie privée
Son épouse Diane de Obaldia meurt le 8 novembre 2012 dans le 6e arrondissement de Paris à l'âge de 80 ans,.
Il a vécu rue Saint-Lazare à Paris et à Trouville-sur-Mer.

### Mort

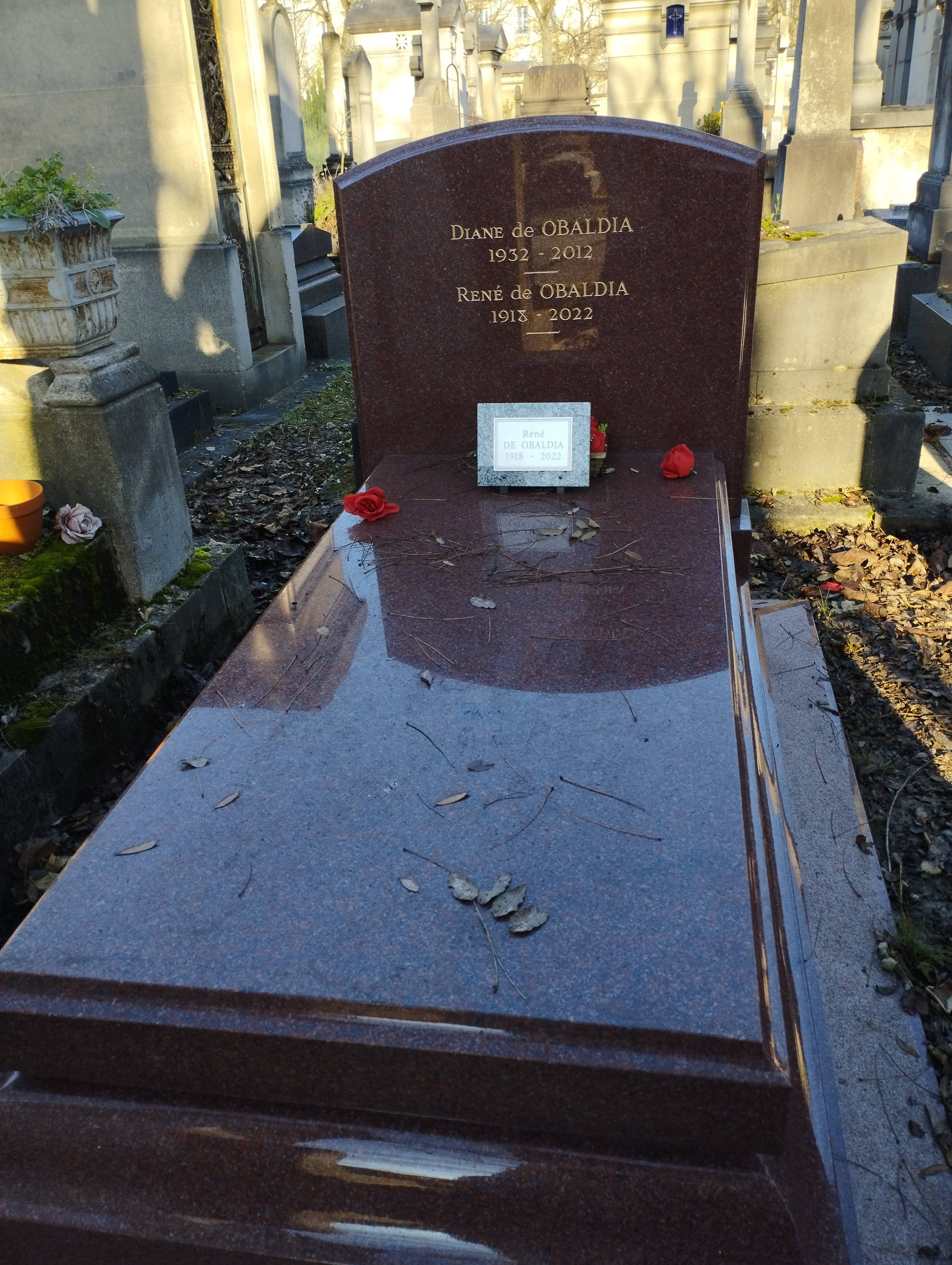
Tombe de René de Obaldia au cimetière du Montparnasse (division 14).

René de Obaldia meurt le 27 janvier 2022 à Paris à l'âge de 103 ans,. Il est inhumé auprès de son épouse au cimetière du Montparnasse (division 14).

## Exégèse
Dans ses œuvres, selon le journaliste Jérôme Garcin, « on [...] parle l'obaldien vernaculaire (c'est une langue verte, savante et bien pendue, qui se décline en alexandrins, calembours et parodies). On y tient que l'absurde est plus sérieux que la raison. On y pratique un doux anarchisme. On y croise, selon la saison, Queneau, Jarry, Ionesco et Giraudoux. » En plus de ces auteurs, Obaldia a par ailleurs lui-même avoué avoir été fortement influencé par Jacques Audiberti, Roger Vitrac et Witold Gombrowicz. Il réfute pour autant cette catégorisation d'auteur de l'absurde, préférant celle du mystère, car "si la vie est absurde, c'est vraiment trop absurde".
Au début de son poème Innocentines (1969), Obaldia est l'auteur de ce vers utilisé dans les exercices d'articulation : « Le geai gélatineux geignait dans le jasmin ».

## Publications

### Poésie
- 1949 : Midi (poèmes)
- 1969 : Innocentines : poèmes pour enfants et quelques adultes, Paris, Grasset, 226 p. (BNF 35204461) ; réédition, Paris, Grasset, coll. « Les Cahiers rouges », 2002  (ISBN 2-246-01554-5)
- 1996 : Sur le ventre des veuves (poèmes)
- 2006 : Fantasmes de demoiselles, femmes faites ou défaites cherchant l'âme sœur (poèmes)
- 2010 : Le Secret (poème)

### Romans et proses diverses
- 1952 : Les Richesses naturelles (récits-éclairs)
- 1955 : Tamerlan des cœurs (roman)
- 1956 : Fugue à Waterloo suivi de Le Graf Zeppelin ou La Passion d’Émile, Paris, Julliard, 259 p. (BNF 32492793) (récits)
  - Grand prix de l'humour noir[3].
- 1959 : Le Centenaire, Paris, Plon, 247 p. (BNF 33119668) ; réédition, Paris, Grasset, coll. « Les Cahiers rouges » no 7, 1983  (ISBN 2-246-27281-5)
- 1966 : Choix de textes : prose et théâtre, Paris, Julliard, coll. « Humour secret », 283 p. (BNF 33119666)
- 1968 : Urbi et orbi
- 1993 : Exobiographie, Paris, Grasset, 392 p. (ISBN 2-246-34021-7) ; édition augmentée, Paris, Grasset, coll. « Les Cahiers rouges », 2011, 560 p.  (ISBN 978-2-246-78492-0) (mémoires)
- 2004 : La Jument du capitaine : pensées, textes et répliques, Paris, Le Cherche-midi, coll. « Les pensées », 160 p. (ISBN 2-74910-188-3)
- 2017 : Perles de vie (choix d'aphorismes), Grasset

### Théâtre
- Théâtre, vol. 1. Paris : Grasset, 1966.  (ISBN 2-246-00444-6). Réunit : Genousie, Le Satyre de la Villette, Le Général inconnu.
- Théâtre, vol. 2. Paris : Grasset, 1966.  (ISBN 2-246-00757-7). Réunit : L'Air du large, Du vent dans les branches de sassafras, Le Cosmonaute agricole.
- Théâtre, vol. 3, Paris : Grasset, 1967.  (ISBN 2-246-00445-4). Sept impromptus à loisir.
- Théâtre, vol. 4. Paris : Grasset, 1968, 216 p.  (ISBN 978-2-246-81357-6). Réunit : Le Damné, Les Larmes de l'aveugle, Urbi et Orbi.
- Théâtre, vol. 5. Paris : Grasset, 1973, 242 p.  (ISBN 2-246-15281-X). Réunit : Deux femmes pour un fantôme, La Baby-sitter, Classe terminale, Le Banquet des méduses.
- Théâtre, vol. 6. Paris : Grasset, 1975, 248 p.  (ISBN 2-246-00256-7). Réunit : ...Et à la fin était le bang, Monsieur Klebs et Rozalie.
- Théâtre, vol. 7. Paris : Grasset, 1981, 260 p.  (ISBN 2-246-23521-9). Contient : Les Bons Bourgeois, Grasse matinée.

### Livres pour la jeunesse
- Chez moi : innocentine / ill. Letizia Galli.Paris : Grasset jeunesse, 1977, 24 p.  (ISBN 2-246-00503-5).

## Œuvres théâtrales
- 1960 : Génousie[Note 1],[16]
- 1961 : Sept Impromptus à loisir (L'Azote, Édouard et Agrippine, Le Sacrifice du bourreau, Le Défunt, Poivre de Cayenne, Le Grand Vizir)
- 1963 : Le Satyre de la Villette (pièce qui fit scandale)
- 1964 : Le Général inconnu
- 1964 : Les Larmes de l’aveugle[17]
- 1965 : Le Cosmonaute agricole, Du vent dans les branches de sassafras[Note 2],[18]
- 1966 : L'Air du large
- 1968 : ... Et à la fin était le bang, La Rue Obaldia
- 1971 : La Baby-sitter et Deux femmes pour un fantôme
- 1972 : Petite suite poétique résolument optimiste
- 1973 : Underground établissement : Le Damné et Classe Terminale
- 1975 : Monsieur Klebs et Rozalie[19]
- 1979 : Le Banquet des méduses
- 1980 : Les Bons Bourgeois
- 1981 : Visages d’Obaldia
- 1986 : Endives et Miséricorde
- 1991 : Grasse Matinée, Richesses naturelles
- 1993 : Les Innocentines
- 1996 : Soirée Obaldia
- 1999 : Obaldiableries : Rappening, Pour ses beaux yeux, Entre chienne et loup
- 2009 : Merci d'être avec nous. Nouveaux impromptus (Merci d'être avec nous, Une page de tournée, À bâtons rompus, Les Retrouvailles, L'Extra-lucide)

## Distinctions

### Décorations
- Commandeur de la Légion d'honneur Il est fait chevalier le 13 juillet 2000[20], promu officier le 31 décembre 2010[21], et commandeur le 31 décembre 2018[22].
- Officier de l'ordre national du Mérite (directement nommé officier pour 59 ans d'activités littéraires et de services militaires le 14 mai 2004[23]).
- Croix de guerre 1939–1945
- Commandeur de l'ordre des Arts et des Lettres (commandeur le 16 juin 1994[24]).
- Commandeur de l’ordre de Vasco Núñez de Balboa
- Commandeur de l'ordre du Mérite culturel de Monaco

### Honneurs
- Membre du Conseil littéraire de la Fondation Prince-Pierre-de-Monaco
- 1999 : membre de l'Académie française, au fauteuil 22
- 2000 : citoyen d'honneur de Waterloo
- 2006 : membre de l'Académie Alphonse Allais

### Prix
- 1956 : grand prix de l'Humour noir Xavier-Forneret pour La Passion d’Émile
- 1960 : prix Combat pour Le Centenaire
- 1960 : prix de la critique dramatique pour Génousie
- 1962 : prix Italia pour Le Damné
- 1978 : grand prix du disque de l'Académie Charles Cros, Éditions Ades – Textes dits par Madeleine Renaud et Michel Bouquet
- 1985 : grand prix du théâtre de l’Académie française pour l'ensemble de son œuvre
- 1988 : grand prix de la poésie de la SACEM pour Les Innocentines
- 1989 : grand prix SACD
- 1991 : grand prix de littérature dramatique de la ville de Paris
- 1992 : prix du PEN club français pour l'ensemble de son œuvre
- 1993 : prix Marcel-Proust pour Exobiographie
- 1993 : prix Novembre pour Exobiographie
- 1993 : Molière d'honneur et Molière du meilleur auteur pour Monsieur Klebs et Rozalie
- 1996 : prix de la langue française
- 1997 : médaille éditée par la Monnaie de Paris à son effigie
- 2008 : grand prix de poésie Pierrette-Micheloud pour l'ensemble de son œuvre